# NSE All Share
Le NSE All Share est un indice boursier de la bourse de Nairobi, composé des 56 principales capitalisations boursières du pays.

## Corrélation avec les autres marchés
Les performances annuelles de l'indice NSE All Share se sont rapprochées de celles du Dow Jones, du DAX, du CAC 40 et du Footsie, les grands marchés boursiers étant de plus en plus dépendants les uns des autres depuis une quinzaine d'années.

## Composition
Au 3 août 2011, l'indice  se composait des titres suivants:
| Symbole   | Société                        | Poids indiciel | Secteur                       |
| --------- | ------------------------------ | -------------- | ----------------------------- |
| ABCL KN   | A Baumann & Co                 | 0.004 %        | N/A                           |
| ACCESS KN | AccessKenya                    | 0.12 %         | Technologies de l'information |
| ARML KN   | Athi River Mining              | 1.67 %         | Matériaux                     |
| BMBC KN   | Bamburi Cement                 | 6.12 %         | Matériaux                     |
| BCBL KN   | Barclays Bank of Kenya         | 8.06 %         | Finance                       |
| BOCK KN   | BOC Kenya                      | 0.21 %         | N/A                           |
| BATK KN   | British American Tobacco Kenya | 2.5 %          | Consommation non cyclique     |
| CRGN KN   | Car & General Kenya            | 0.09 %         | Consommation cyclique         |
| CBIL KN   | Carbacid Investments           | 0.39 %         | Matériaux                     |
| CENTUM KN | Centum Investment              | 1.22 %         | Finance                       |
| CFCI KN   | CFC Insurance Holdings         | 0.28 %         | Finance                       |
| CFCB KN   | CFC Stanbic Holdings           | 1.42 %         | Finance                       |
| CTRL KN   | City Trust                     | 0.11 %         | N/A                           |
| CMCH KN   | CMC Holdings                   | 0.64 %         | Consommation cyclique         |
| COOP KN   | Co-operative Bank of Kenya     | 5.1 %          | Finance                       |
| CRBG KN   | Crown Berger                   | 0.07 %         | N/A                           |
| DTKL KN   | Diamond Trust Of Kenya         | 2.04 %         | Finance                       |
| EAPC KN   | EA Portland Cement             | 0.65 %         | Matériaux                     |
| EGDL KN   | Eaagads                        | 0.03 %         | N/A                           |
| EABL KN   | East African Breweries         | 14.01 %        | Consommation non cyclique     |
| EACL KN   | East African Cables            | 0.3 %          | Industrie                     |
| EQBNK KN  | Equity Bank                    | 8.29 %         | Finance                       |
| EVRD KN   | Eveready East Africa           | 0.04 %         | N/A                           |
| EXPL KN   | Express Kenya                  | 0.02 %         | N/A                           |
| GWKL KN   | George Williamson Kenya        | 0.17 %         | Consommation non cyclique     |
| HFCL KN   | Housing Finance                | 0.23 %         | Finance                       |
| HTBL KN   | Hutchings Biemer               | N/A %          | N/A                           |
| JBIC KN   | Jubilee Holdings               | 0.95 %         | Finance                       |
| KKZI KN   | Kakuzi                         | 0.13 %         | Consommation non cyclique     |
| KPTC KN   | Kapchorua Tea                  | 0.05 %         | Consommation non cyclique     |
| KNOC KN   | KenolKobil                     | 1.67 %         | Énergie                       |
| KNAL KN   | Kenya Airways                  | 1.46 %         | Industrie                     |
| KNCB KN   | Kenya Commercial Bank          | 6.54 %         | Finance                       |
| KEGC KN   | Kenya Electricity Generating   | 2.49 %         | Services aux collectivités    |
| KNOL KN   | Kenya Orchards                 | 0.01 %         | N/A                           |
| KPLL KN   | Kenya Power & Lighting         | 3.17 %         | Services aux collectivités    |
| KNRE KN   | Kenya Reinsurance              | 0.49 %         | Finance                       |
| LMTC KN   | Limuru Tea                     | 0.04 %         | Consommation non cyclique     |
| MEAL KN   | Marshalls East Africa          | 0.02 %         | Consommation cyclique         |
| MSUG KN   | Mumias Sugar                   | 1.03 %         | Consommation non cyclique     |
| NMG KN    | Nation Media Group             | 2.09 %         | Consommation cyclique         |
| NBKL KN   | National Bank Of Kenya         | 1.09 %         | Finance                       |
| NICB KN   | NIC Bank                       | 1.28 %         | Finance                       |
| DNKN KN   | Olympia Capital Holdings       | 0.02 %         | N/A                           |
| PAIL KN   | Pan Africa Insurance Holdings  | 0.15 %         | Finance                       |
| RVPL KN   | REA Vipingo Plantations        | 0.08 %         | Consommation cyclique         |
| SAFCOM KN | Safaricom                      | 14.26 %        | Télécommunications            |
| SAME KN   | Sameer Africa                  | 0.13 %         | Consommation cyclique         |
| STCL KN   | SASINI                         | 0.23 %         | Consommation non cyclique     |
| SCAN KN   | Scan Group                     | 1.24 %         | Consommation cyclique         |
| SCBL KN   | Standard Chartered Bank Kenya  | 5.99 %         | Finance                       |
| STNG KN   | Standard Group                 | 0.19 %         | N/A                           |
| TKNL KN   | Total Kenya                    | 0.4 %          | Énergie                       |
| TPSEA KN  | TPS Eastern Africa             | 0.78 %         | Consommation cyclique         |
| UCSP KN   | Uchumi Supermarket             | 0.25 %         | N/A                           |
| UNGL KN   | Unga Group                     | 0.06 %         | Consommation non cyclique     |